# Obcina Brodina
Obcina Brodinei  este o grupă muntoasă a Carpaților Maramureșului și Bucovinei, aparținând de lanțul muntos al Carpaților Orientali.

## Înălțime maximă
Cel mai înalt punct al obcinei este vârful Poiana Săcălești.

## Alte articole
- Carpații Maramureșului și Bucovinei
- Munții Carpați
- Lista munților din România